# Settenario trocaico
Il settenario trocaico è un verso della poesia latina formato da sei metra trocaici, ciascuno formato a sua volta da un piede trocaico, e da un metron trocaico catalettico.
Fu utilizzato in età arcaica per le opere teatrali, dove veniva inserito in cantiche e in parti recitate. Il penultimo piede è di norma puro. È sottoposto a tutte le sostituzioni possibili nei versi trocaici. Solitamente presenta la cesura dopo l'ottavo elemento. 
Per la sua presenza nella poesia teatrale e per la sua struttura si può considerare l'adattamento del Tetrametro trocaico greco alle peculiarità della versificazione latina.
Lo schema metrico è il seguente: